# Aucuba
Aucuba es un género de tres a diez especies de plantas fanerógamas, ahora en la familia Garryaceae, aunque formalmente clasificada en Aucubaceae o en Cornaceae.
Son nativas del este de Asia, desde el este de Himalaya a Japón. Son arbustos siempreverdes o árboles de 2-13 m de altura, similar en apariencia a los laureles del Gro. Laurus, con hojas globosas, coriáceas, y fácilmente confundibles con el laurel. 
Hojas opuestas, anchas, lanceoladas, 8-25 cm de largo y 2-7 cm de ancho, con algunos pocos dientes en el margen cerca del ápex de la lámina. Es dioica, con fustes masculinos y femeninos. Flores pequeñas, 4-8 mm diámetro, 4 pétalos purpúreos pardos; en grupos de 10-30 en una cima suelta. Fruto drupa roja de 1 cm diámetro.
Especies
Tres especies (A. chinensis, A. himalaica, A. japonica) habían sido tradicionalmente aceptadas, pero el reciente Flora de China acepta diez especies:
- Aucuba albopunctifolia. Sur China. Arb. 2-6 m
- Aucuba chinensis. Sur China, Taiwán, Myanmar, norte Vietnam. Arb. 3-6 m
- Aucuba chlorascens. Sudoeste China (Yunnan). Arb. 7 m
- Aucuba confertiflora. Sudoeste China (Yunnan). Arb. 4 m
- Aucuba eriobotryifolia. Sudoeste China (Yunnan). Árbol peq. 13 m
- Aucuba filicauda. Sur China. Arb. 4 m
- Aucuba himalaica. Este Himalaya, sur China, norte Myanmar. Árbol peq. 8-10 m
- Aucuba japonica. Sur Japón, sur Corea, Taiwán, sudeste China (Zhejiang). Arb. 4 m
- Aucuba obcordata. Sur China. Arb. 4 m
- Aucuba robusta. Southern China (Guangxi). Arb.

## Cultivo y usos
A. japonica es muy cultivada como ornamental por jardineros, y hay muchos cultivares disponibles. El cultivar más popular es 'Variegata', con manchas amarillas en sus hojas; es un clon femenino, su clon masculino similar se llama 'Maculata'; de frecuente referencia como 'laurel japonés', y 'laurel manchado', valioso por su follaje colorido siempreverde, y berries rojos grandes y brillantes